# Нікея (правителька Коринфа)
Нікея (правителька Коринфа) — дружина правителя Коринфа Александра (середина 3 ст. до н. е.), яка після його смерті певний час утримувала контроль над цим містом.
У якийсь момент між 265 та 246 р. до н. е. чоловік Нікеї повстав проти македонського царя Антигона Гоната. Він утримував Коринф до самої своєї смерті у середині 240-х років до н. е., після чого владу над містом перебрала його вдова.
Антигон мав велике бажання повернути собі Коринф, який блокував шлях по суходолу між Пелопоннесом і центральною Грецією (що дуже допомогло македонцям у Хремонідову війну), а також дозволяв надавати допомогу тиранам пелопоннеських міст, котрі виступали на боці Македонії. Як писали Плутарх та Полієн, з цією метою він запропонував Нікеї шлюб зі своїм сином Деметрієм. Немолода вже Нікея пристала на цю пропозицію, розраховуючи на справжній шлюб із царевичем, якому було близько 30 років.
Коли пишні весільні святкування приспали пильність Нікеї, Антигон скористався моментом та захопив Акрокоринф — потужну фортецю, розташовану на горі над містом. За Плутархом та Полієном, це відбулося, коли Нікея прибула в театр слухати видатного співака. Антигон, що супроводжував її, відлучився та вирушив до Акрокоринфа. За Плутархом, ворота фортеці йому відчинила охорона. Полієн же писав, що захоплення Акрокоринфа стало можливим, оскільки його гарнізон залучили до охорони святкових заходів. Заволодівши фортецею, Антигон поставив у ній свою залогу, управління якою доручив філософу Персею.
Не виключено, що згода Нікеї на примирення з Антигоном була викликана невдачею флоту єгипетських Птолемеїв (які традиційно допомагали у Греції противникам Македонії) в битві при Андросі (в основному датується 246/245 р. до н. е.).